# Jeong Ji-yun
Jeong Ji-yun (koreanska: 정지윤, Hanja: 鄭智允), född 1 januari 2001 i Busan, är en sydkoreansk professionell damvolleybollspelare. Hon debuterade som proffs för Suwon Hyundai Engineering & Construction Hillstate i sydkoreanska V-League säsongen 2018-19. På landslagsnivå representerar hon sedan 2018 också Sydkoreas damlandslag i volleyboll. Jeong Ji-yuns position är center eller vänsterspiker och i klubblaget spelar hon med tröja nummer 13. Under KOVO Cup 2021 blev hon utsedd till turneringens mest värdefulla spelare.

## Klubblagskarriär
Suwon Hyundai Engineering & Construction Hillstate (2018- )
- KOVO Cup

Vinnare (1): 2021

## Landslagskarriär
Sydkoreas damlandslag i volleyboll (2018-)
- Olympiska sommarspelen 2020

4:a